# جورج بيج (متزلج جبال)
جورج بيج (بالإنجليزية: George Page)‏ هو متزلج جبال أمريكي، (و. 1910  م).

## وصلات خارجية
- جورج بيج على موقع أوليمبيديا (الإنجليزية)